# 제이시 존 오쿤와네
제이시 존 오쿤와네(아랍어: جيسي جون أوكوونوان, 영어: Jaycee John Okwunwanne, 1985년 10월 8일~)는 바레인의 축구 선수로 포지션은 공격수이며 2004년 바레인으로 귀화한 뒤 2006년부터 2016년까지 바레인 축구 국가대표팀의 일원으로 활동했다.

## 클럽 경력
2004년부터 바레인의 알아흘리에서 활약하기 시작하였으며 2008년엔 무스크롱에 입단하며 유럽 무대에 입성하였다. 무스크롱이 재정 문제로 파산한 이후 터키의 에스키셰히르스포르에서 활약하였다.
2011년 쿠웨이트의 알자라로 이적하였으며 이후 카타르의 알카라이티야트로 이적하였다.

## 국가대표팀 경력
나이지리아 태생이지만 바레인에서 선수 생활을 시작한 뒤 바레인 국적을 취득하였으며 2006년 바레인 국가대표팀 소속으로 A매치 데뷔전을 치렀다. 2007 AFC 아시안컵에 참가하였으며 2011년 대회와 2015년 대회에도 연이어 참가하였다. 2015년 아시안컵에선 아랍에미리트를 상대로 득점을 기록하기도 하였다.